# Ulsan

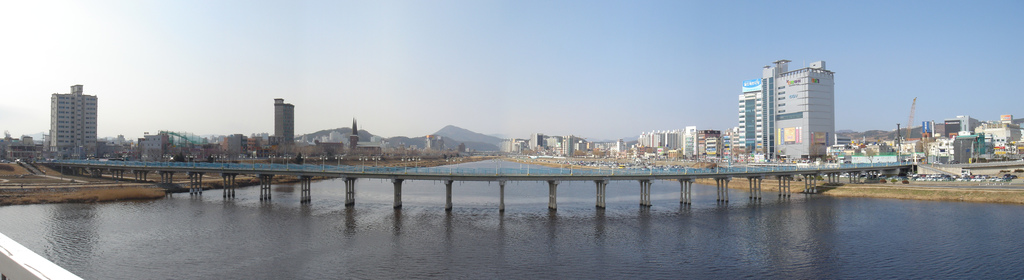
Skyline van Ulsan

Ulsan is een stad in Zuid-Korea, gelegen aan de oostkust aan de Japanse zee. De stad bevindt zich 70 kilometer ten noorden van Busan, en telt ruim 1,1 miljoen inwoners.
Ulsan is Zuid-Korea’s industriële centrum, en de op een na rijkste stad in Azië (na Tokio) met een bruto binnenlands product van meer dan $44.500 per hoofd van de bevolking.

## Administratieve indeling
Ulsan is verdeeld in 4 gu’s (districten) en 1 gun.
| - Buk-gu (북구;) - Dong-gu (동구;) - Jung-gu (중구;) - Nam-gu (남구;) - Ulju-gun (울주군;) |

## Economie
Ulsan vormt het centrum van Zuid-Korea’s industriële gebied genaamd Ulsan Industrial District. De stad dient als basis voor de chaebol Hyundai. Tot 1962 diende Ulsan als visserijhaven en marktcentrum. Als onderdeel van Zuid-Korea’s eerste vijfjarig economisch plan werd Ulsan een open haven. Ook werden door dit plan de grote industriële fabrieken en terreinen gebouwd, waaronder de olieraffinaderij, autofabrieken en zware industrieën. De scheepsbouwhaven Bangeojin werd in 1962 onderdeel van Ulsan.
Ulsan is de thuisstad van Hyundai Heavy Industries, de grootste scheepswerf ter wereld, en de grootste olieraffinaderij van de SK Group. Verder staat er de grootste autofabriek ter wereld van Hyundai Motor Company. Het fabrieksterrein is ruim 5000 hectare groot en er werken zo'n 34.000 mensen. Per dag rollen er meer dan 5600 voertuigen uit de fabriek en de capaciteit op jaarbasis is 1,5 miljoen stuks. Bij de fabriek ligt een haven waar drie autoschepen tegelijk kunnen aanmeren om de voertuigen naar de markten buiten Korea te vervoeren.
De stad was ook een groot centrum voor de Koreaanse walvisvaart. In 1986 werd de jacht op walvissen gestaakt. In juni 2005 werd in Ulsan de bijeenkomst van de Internationale Walvisvaartcommissie gehouden. In dat jaar werd ook een walvismuseum in Ulsan geopend, de Jangsaengpo Whale Museum. Jaarlijks wordt een walvisfestival gehouden en vanuit Ulsan worden diverse mogelijkheden geboden om walvissen op zee te bekijken.
Ulsan heeft twee universiteiten de University of Ulsan  en een Technische Universiteit Ulsan National Institute of Science and Technology.

## Transport

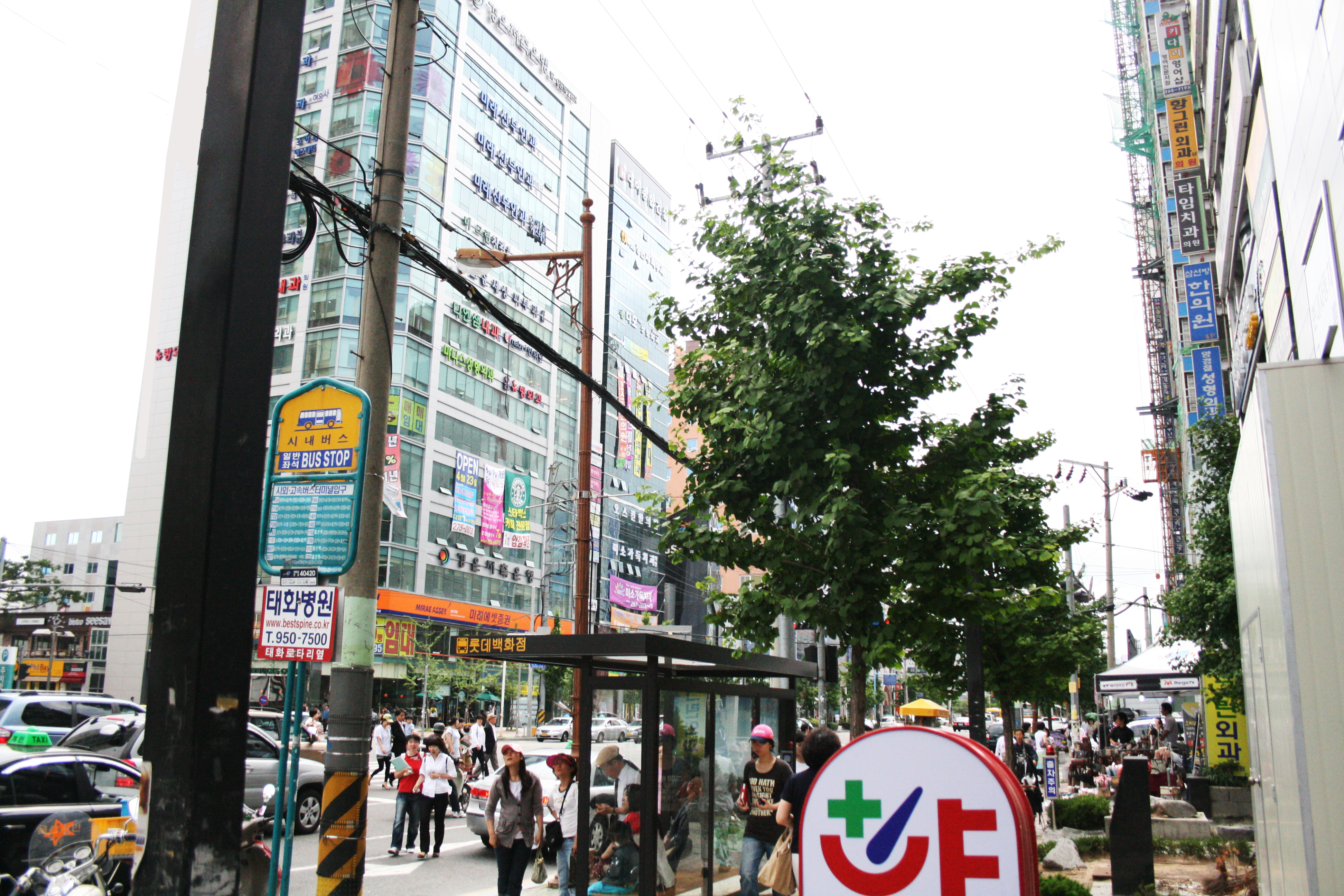
De binnenstad van Ulsan

Ulsan heeft plannen voor het aanleggen van een lightraillijn. Verder is het openbaar vervoer in Ulsan vergelijkbaar met dat van elke andere grote Koreaanse stad. Het bussysteem toont een speciale ETA bij de meeste haltes. De Ulsanbrug verbeterde het verkeer tussen stad en haven.
In 1970 werd Ulsan Airport aangelegd en in 1997 werd deze luchthaven uitgebreid. Er vinden hier meer dan 20 vluchten per dag plaats van en naar Seoel's Gimpo International Airport, en vier vluchten per week van en naar de Internationale luchthaven Jeju. De luchthaven heeft een capaciteit van 2,3 miljoen passagiers op jaarbasis, maar in de praktijk maken minder dan 1 miljoen passagiers per jaar er gebruik van.

## Sport
Ulsan is de thuisstad van de K-League voetbalclub Ulsan Hyundai Horang-i (Ulsan Hyundai Tigers). Hun station is het Munsu Cup Stadion, waarin verschillende wedstrijden van het wereldkampioenschap voetbal 2002 werden gespeeld. In Ulsan is evenals in de rest van Zuid-Korea het handboogschieten een belangrijke sport. In 2009 werden hier de wereldkampioenschappen gehouden.

## Klimaat
Ulsan heeft een vochtig subtropisch klimaat. De gemiddelde hoeveelheid neerslag (gemeten over een periode van 30 jaar) is 1274 millimeter per jaar. De temperatuur is het hele jaar door gemiddeld 13,8 graden Celsius, met minimum- en maximumtemperaturen van -16,7°C en 38,6°C.

## Zustersteden
- Hagi, Japan (sinds 1968)
- Hualien, Taiwan (sinds 1981)
- Portland, Verenigde Staten (sinds 1987)
- Changchun, China (sinds 1994)
- Tomsk, Rusland (sinds 2003)
- İzmir, Turkije (sinds 2002)
- Santos, Brazilië (sinds 2002)

## Geboren
- Jung Woo-young (1989), voetballer
- Lee Jae-sung (1992), voetballer
- Jeong Woo-yeong (1999), voetballer